# Giorni d'amore

Marina Vlady (a destra) in una foto di scena

Giorni d'amore è un film del 1954 diretto da Giuseppe De Santis.

## Trama
In un paesino del Basso Lazio due giovani poveri contadini, Angela e Pasquale, rimandano continuamente le nozze non avendo i mezzi per sostenere le spese che una cerimonia di matrimonio comporterebbe. Le due famiglie, molto amiche tra loro, dopo aver discusso di un eventuale matrimonio e fatti un po' di conti spingono Pasquale a rapire Angela in modo che, con la ragazza compromessa, fosse a quel punto necessario il classico ed economico matrimonio riparatore, evitando così una fastosa cerimonia nuziale. Durante la fuitina però le cose si complicano, le due famiglie che dovrebbero solo far finta di litigare, litigano veramente, e Angela non ha intenzione di concedersi a Pasquale. Alla fine però il piano ideato si concretizza e i due giovani innamorati si sposano.

## Produzione
Il film è stato girato in parte a Fondi, paese natale del regista in provincia di Latina, e ha impiegato nel ruolo di attori e comparse molti veri abitanti del luogo.
Il pittore Domenico Purificato ha curato per questo film la scenografia, i costumi e lo studio del colore, fortemente simbolico e messo in grande risalto.
L'aver affidato a un artista lo studio del colore fu una novità assoluta per l'industria cinematografica italiana.

## Riconoscimenti
- 1955 - Festival Internazionale del Cinema di San Sebastián
  - Concha de Oro
- 1955 - Nastro d'argento
  - Migliore attore protagonista (Marcello Mastroianni)